# Alton Ellis
Alton Nehemiah Ellis (Kingston, 1º settembre 1938 – Londra, 10 ottobre 2008) è stato un cantautore reggae giamaicano. Uno dei maggiori ispiratori del rocksteady, nominato come "Godfather of Rocksteady" (il padrino del rocksteady). Il termine rocksteady, venne tratto dal suo brano "The Rock Steady".

## Biografia
Ellis nacque a Kingston, Giamaica, nel 1938. Durante i primi tempi si esibiva in alcuni locali. Con Eddie Perkins formò la coppia Alton & Eddie con cui vinse, nel 1959, un talent show. I due registrarono il brano "Muriel", popolare hit in Giamaica. In seguito al secondo singolo "My Heaven", Perkins abbandonò il progetto.
Collaborando con la Treasure Isle di Duke Reid nel 1965 formò un trio vocale chiamato the Flames (con il fratello Leslie). Lavorò alle hit "Dance Crasher", e "Get Ready - Rock Steady". Si decise di rallentare il ritmo ska, con il battito più corto e lento, si caratterizzò quella che venne poi chiamata sound rocksteady
»
(Alton Ellis)
Nel 1966 altri successi quali "Cry Tough" e "Girl I've Got a Date" collaborò con Phyllis Dillon e con sua sorella Hortense Ellis. Il suo album classico Mr. Soul of Jamaica (in seguito ripubblicato su cd come Cry Tough) raccoglieva molte delle migliori tracce per la Treasure Isle Dal 1968, inizia la sua doppia collaborazione: continuando a lavorare per Treasure Isle si esibisce anche per la Studio One, portando nel 1970 alla realizzazione del disco Sunday Coming.
Dopo le hit "Lord Deliver Us" e "Back to Africa", visse per un periodo di tempo in Canada e si trasferì in Inghilterra nel 1973, fondando in seguito la Alltone, una propria etichetta discografica. Partecipò al festival Reggae Sunsplash sia nel 1983 che nel 1985, registrò "Man From Studio One", in onore di Dodd nel 1991
Nel dicembre 2007, venne ricoverato in ospedale per il cancro alle ghiandole del sistema linfatico e venne sottoposto alla chemioterapia. La forma tumorale lo portò via il 10 ottobre 2008 al Hammersmith Hospital, West London.

## Onorificenze
Nel 2004, Ellis è stato insignito dell'Ordine di Distinzione (Order of Distinction) come Ufficiale (OD) da parte del governo giamaicano come riconoscimento per i suoi successi.

## Discografia

### Album in studio
- Mr Soul of Jamaica (1967)
- Sings Rock and Soul (1967)
- Sunday Coming (1970)
- Still in Love (1977)
- A Love to Share (1979)
- Slummin' (1981)
- Showcase (1984)
- Mr Ska Bean'a (1981) Cha Cha (Alton Ellis & The Heptones)
- A New Day (1983)
- Daydreaming (1983)
- 25th Silver Jubilee (1984)
- Continuation (1985)
- Jubilee Volume 2 (1985)
- Alton & Hortense Ellis at Studio 1 (1990)
- Man From Studio One (1994)
- Change My Mind (2000)
- More Alton Ellis (2001)

### Live
- Live with Aspo: Workin' on a Groovy Thing (2001)

### Raccolte
- The Best Of (1969)
- All My Tears (1965-68) (2006) Brook
- Alton Ellis Sings, Heptones Harmonise Jet Star (Alton Ellis & The Heptones - 1978-80)
- Arise Black Man (1968-78) Moll Selekta
- Greatest Hits (1973)
- Be True to Yourself (196X-7X) (2004) Trojan
- Get Ready for Rock Reggae Steady (1967-74) (1999) Jamaican Gold
- Many Moods of Alton Ellis (1978-80) (1980) Tele-Tech
- My Time Is the Right Time (1966-71) (2000) Westside
- Reggae Valley of Decision (197X) (1996) House of Reggae
- Soul Groover (1997) Trojan
- Reggae Max (1997) Jet Star
- The Duke Reid Collection (1999) Rhino
- Soul of Jamaica (2001) Bianco
- It Hurts Me So (2006) Essential Gold
- Reggae Chronicles (2006) Hallmark
- Muriel (2007) All Tone